# Любовь и секс и т. д.
«Любовь & Секс и т. п.» (англ. Love & Sex etc.) — американский фильм 1996 года режиссёра Дэниэла Йоста.

## Сюжет
Джо, привыкший к «свиданиям на одну ночь» встречает Джули, которая решилась на подобную встреча, потому что ей причинили боль в отношениях. После бара они едут к ней домой, но ночь проходит в разговорах двух одиноких людей.

## В ролях
- Сэл Ланди — Джо
- Мари Кэлдар — Джулия
- Карл Бресслер — Корнелиус Берг
- Левани — Левани
- Холли Хизерли — Синди
- Селена Рубин — Кристал
- Александра Каниак — девушка на вечеринке
- Дэбби Го — девушка в клубе
- Ия Парулава — румынская девушка
- Дэлила Валло — танцовщица